# ЧМ-вещание

В ЧМ-вещании передаваемые радиоволны имеют постоянную амплитуду и переменную частоту

ЧМ-вещание — радиовещание на основе метода частотной модуляции. Обеспечивает повышенное качество приёма сигналов звукового вещания по сравнению с системами на основе амплитудной модуляции (АМ). Распространение в мире начинается в 1940-х годах, активное с 1960-х.
В российских нормативно-правовых актах и в отечественной технической литературе используется аббревиатура ОВЧ ЧМ (частотная модуляция в диапазоне очень высоких частот), вследствие чего применяются термины «ОВЧ-ЧМ-радиовещание», «ОВЧ-ЧМ-вещание».
В СССР в 1960-х годах для ЧМ-вещания была выделена полоса частот 65,9—74 МГц с применением системы передачи стереофонического сигнала OIRT. С 1990-х годов в постсоветских странах стала использоваться ещё одна полоса частот — с системой передачи стереофонического сигнала CCIR. Поэтому два радиовещательных диапазона для их отличия могли иметь следующие названия:
- 65,9—74 МГц (4,55—4,05 м) — «УКВ-1», «УКВ-диапазон», «УКВ-ЧМ-диапазон»[3], «ЧМ-диапазон»[4];
- 87,5—108 МГц (3,43—2,78 м) — «УКВ-2», «FM-диапазон»[3], «ФМ-диапазон»[2].

## История
Изобретателем системы передачи сигналов методом частотной модуляции (ЧМ) считается Корнелиус Д. Эрет (США, 1902 год), но в течение почти 30 лет это изобретение не находило практического применения. В 1933 году американский радиоинженер Эдвин Армстронг предложил использовать широкополосную частотную модуляцию для радиовещания, получив к этому времени четыре патента по результатам своих исследований, — он уже в 1920-х годах занимался проблемой помех в радиоприёмниках. В то время радиостанции передавали звук методом амплитудной модуляции (АМ). Приём таких сигналов часто сопровождался помехами как атмосферного (разряды молний), так и промышленного происхождения. Среди оппонентов Армстронга был инженер Джон Р. Карсон (англ. John R. Carson), изобретатель однополосной амплитудной модуляции. В статье о ЧМ, опубликованной в 1922 году, он утверждал, что «этот тип модуляции даёт неприемлемые искажения без каких-либо преимуществ». Спор по поводу перспектив ЧМ-вещания разрешился в 1936 году после публикации работ другого теоретика ЧМ, Марри Кросби (англ. Murray G. Crosby), предложившего одну из ранних систем ЧМ-стереовещания. Оказалось, что действительно, ЧМ не даёт особых преимуществ при небольшой девиации частоты, однако широкополосная ЧМ позволяла уменьшить влияние помех от атмосферного электричества или работающего электрооборудования (например в автомобиле).
В мае 1940 года Федеральная комиссия по связи (англ. FCC) США выделила для ЧМ-вещания полосу частот 42—50 МГц, и уже вскоре в США работали сорок ЧМ-радиостанций. Регулярное ЧМ-вещание в США началось в 1941 году, в СССР — в 1946 году. Первая радиовещательная станция в Москве на метровых волнах с частотной модуляцией (МВ ЧМ) имела мощность 1000 Вт на частоте 46,5 МГц.
Во второй половине 1940-х годов при активном содействии Эдвина Армстронга ЧМ-вещание в США стало быстро расширяться, и выделенная для него полоса частот вскоре была заполнена. Президент компании RCA Дэвид Сарнов препятствовал развитию ЧМ-вещания, рассматривая его как угрозу прибылям RCA от продаж АМ-приёмников и перспективным доходам от весьма затратного внедрения телевизионного вещания. Были опасения, что американцы, увлечённые высоким качеством ЧМ-вещания, не обратят должного внимания на появление телевидения. Не без давления Сарнова, FCC постановила уже освоенную полосу частот 42—50 МГц закрепить за звуковым сопровождением телевидения, а ЧМ-вещание перевести в полосу частот 88—108 МГц и ограничить мощность передатчиков до 500 Вт. Это потребовало больших затрат на переоснащение всей сети ЧМ-вещания, её развитие замедлилось, зато развивалось телевидение.

## Стереовещание

### Предыстория и внедрение
Повышению качества ЧМ-вещания способствовало внедрение систем стереовещания. В 1950-х годах в разных странах было предложено более 30 систем стереовещания и в ведущих странах (США, Япония, СССР и др.) были проведены их сравнительные исследования. В результате этих исследований в США в 1961 году была принята система с пилот-тоном, разработанная компаниями «Зенит» и «Дженерал электрик». В СССР под руководством профессора Л. М. Кононовича была разработана система с полярной модуляцией, изобретённой в 1939 году А. И. Косцовым.
Активное внедрение стереовещания на метровых волнах началось в середине 1960-х годов: в США — в 1961 году, в СССР — в 1963 году (регулярное), в ФРГ, Великобритании, Италии, Швеции, Нидерландах, ГДР, ЧССР и других странах в 1966—1967 годах. Международная организация радиовещания и телевидения (МОРТ, фр. OIRT), объединяющая ряд стран Европы и Азии, предложила разработанную в СССР систему с полярной модуляцией. Вместе с тем Международный консультативный комитет по радио (МККР, фр. CCIR) рекомендовал внедрение системы с пилот-тоном. Передатчики в стереорежиме с пилот-тоном работали в радиовещательной (согласно международному Регламенту радиосвязи) полосе частот 87,5—108,0 МГц (в Японии использовалась полоса частот 76—90 МГц с последующим расширением до 95 МГц).
Страны социалистического лагеря (исключая ГДР и ЧССР), являвшиеся членами OIRT, приняли систему стереовещания с полярной модуляцией. В СССР и в ряде соседних стран для такого вещания была выделена полоса частот 65,9—74,0 МГц. Постепенно, по мере освоения полосы частот 87,5—108 МГц, бывшие страны социалистического содружества отказывались от системы OIRT и переходили на систему с пилот-тоном, европейская версия которой стала называться системой CCIR. К 2005 году система с полярной модуляцией в полосе частот 65,9—74 МГц использовалась только на постсоветском пространстве и в Монголии.

### Системы стереовещания
Система стереовещания с полярной модуляцией (система OIRT) и система с пилот-тоном (система CCIR) имеют много общего. Для обеспечения совместимости с ЧМ-приёмниками монофонического вещания тональная (низкочастотная) часть комплексного стереосигнала (КСС), который подаётся на модулятор передатчика, представляет собой сумму звуковых сигналов левого и правого каналов (L+R). Причём сигналы L и R для улучшения помехозащищённости сначала подвергаются частотным предыскажениям — повышается уровень высокочастотных составляющих этих сигналов (на приёмной стороне производится соответствующая коррекция). Надтональная (высокочастотная) часть спектра КСС содержит информацию о разности сигналов (L−R) и формируется амплитудной модуляцией сигналом L−R так называемой поднесущей частоты 31,25 кГц (с полярной модуляцией) или 38 кГц (с пилот-тоном). Общая информация — L+R и L−R — достаточна для восстановления сигналов левого и правого каналов в приёмнике.

Спектр комплексного стереосигнала с пилот-тоном и сигнала RDS

Сигнал поднесущей частоты не содержит звуковой информации и ухудшает характеристики КСС и передаваемого ЧМ-сигнала, но он необходим на приёмной стороне для демодуляции сигнала L−R. Поэтому при формировании КСС в системе с полярной модуляцией поднесущая частота подавляется на 14 дБ, что обеспечивает возможность её восстановления в приёмнике. В системе с пилот-тоном поднесущая подавляется практически полностью, а для возможности получения в приёмнике необходимой частоты 38 кГц в КСС вводится вспомогательный пилот-тон с частотой 19 кГц. В целом, спектр сигнала с пилот-тоном оказывается шире спектра с полярной модуляцией.
В системе с пилот-тоном предусмотрена возможность использования подсистемы передачи данных — RDS. Для формирования сигнала RDS используется амплитудная модуляция специальной поднесущей на частоте 57 кГц.
Девиация частоты передатчиков для полосы частот 65,9—74 МГц (с полярной модуляцией) составляла ±50 кГц, для полосы 87,5—108 МГц (с пилот-тоном) — ±75 кГц. В некоторых странах, например в Германии, система стереовещания с пилот-тоном работала с девиацией ±50 кГц.
Практика применения в России двух систем стереовещания показала преимущества системы с пилот-тоном, у которой, в частности, оказались лучше параметры разделения правого и левого каналов при сравнительно простом декодирующем устройстве в радиоприёмнике, и в 2000-х годах предлагалось ускорить перевод технических средств в полосе частот 66—74 МГц из режима с полярной модуляцией в режим с пилот-тоном. Для этого был разработан вариант исполнения отечественного передатчика «Полюс», который позволял работать в обеих системах стереовещания.

## Российские особенности

### Названия радиовещательных диапазонов
Основной причиной выбора в СССР полосы частот для ЧМ-вещания 65,9—74 МГц называется то, что частоты выделялись внутри исторически сложившихся в Европе и США телевизионных диапазонов, а последние различались занимаемой полосой частот (8 МГц в СССР, 7 МГц в Европе, 6 МГц в США). Вместе с тем на выбор частот повлияло желание сделать невозможным прослушивание зарубежных передач в диапазоне УКВ в пограничных с сопредельными государствами зонах. Первоначально передача в этой полосе частот велась с горизонтальной поляризацией.
В 1990-х годах в России происходило активное освоение полосы частот 87,5—108 МГц с системой стереовещания с пилот-тоном. Появление радиовещательных станций в этой полосе частот на территории постсоветских стран было обусловлено наличием у населения большого парка радиоприёмников (с диапазоном 87,5—108 МГц) в составе импортных магнитол, в том числе автомобильных, и другой бытовой электроники (как правило, японского производства), а также благодаря возможности создания негосударственных радиостанций в связи с начавшимся периодом демократизации и распада СССР. Передача в этой полосе частот осуществлялась с вертикальной поляризацией. Изменение было сделано отчасти для обеспечения удобства приёма радиовещания из автомобиля на вертикальную штыревую антенну и уменьшения помех телевидению.
В дальнейшем радиовещание и в той и другой полосе частот велось как с вертикальной, так и с горизонтальной поляризацией. На 2008 год для московского региона в полосе частот 65,9—74 МГц большинство станций (80 %) работало с горизонтальной поляризацией, а в полосе 87,5—108 МГц большинство станций (60 %) — с вертикальной поляризацией, что создавало определённые неудобства при приёме сигналов от нескольких радиостанций в обоих диапазонах на одну антенну. В таких условиях для качественного приёма сигнала требовалось применение комбинированных антенн (антенн с круговой поляризацией).
Основные параметры двух систем стереовещания были включены в единый российский стандарт. Как следствие, полоса частот 65,9—74 МГц могла в обиходе называться «ЧМ», «советский УКВ-диапазон» или чаще просто «УКВ», а полоса частот 87,5—108 МГц, да ещё и с другой системой формирования стереосигнала, получила название «FM-диапазон» (также распространено обозначение «ФМ»). Хотя и в той и в другой полосе метрового диапазона волн радиовещательные передатчики работали с частотной модуляцией (англ. frequency modulation — FM) и оба диапазона относятся к ультракоротким волнам (УКВ).
То, что в России было принято называть «FM-диапазоном», объединяло два стандартных (согласно Регламенту радиосвязи) вещательных диапазона — 87,5—100 МГц и 100—108 МГц — первый (нижний) из которых на основании российского внутреннего распределения частот использовался для телевизионного вещания с допускаемой возможностью ЧМ-вещания.
В публикациях журнала «Радио» и стандартах на бытовые радиоприёмники обычно применялось следующее разделение (в кавычках приведены обиходные названия):
- УКВ1 — 65,9—74 МГц — «УКВ-диапазон», «УКВ-ЧМ-диапазон»[3], «ЧМ-диапазон»[4];
- УКВ2 — 87,5—108 МГц (100—108 МГц, согласно ГОСТ[20][21]) — «FM-диапазон»[3], «ФМ-диапазон»[2].

Соответственно, радиовещание в диапазоне УКВ1 могло в обиходе называться «УКВ-вещание», «УКВ-ЧМ-вещание», а в диапазоне УКВ2 — «FM-вещание». В нормативно-правовых актах и в специализированных статьях на тему радиовещания в указанных полосах частот используется аббревиатура ОВЧ ЧМ («ОВЧ ЧМ вещание», «ОВЧ-ЧМ-вещание»).

### Категории распределённых полос частот
В 2011 году постановлением правительства России утверждена Таблица распределения полос радиочастот между радиослужбами Российской Федерации. Согласно Таблице в диапазоне ОВЧ установлены следующие полосы частот радиовещательной службы радиосвязи (звукового вещания), в основном в категории «СИ» — совместного использования с другими службами радиосвязи:
- 66—74 МГц;
- 87,5—100 МГц (совместное использование с телевещанием[23]);
- 100—104 МГц (категория «ГР» — преимущественного использования средствами гражданского назначения);
- 104—108 МГц.

Указанные полосы частот сопровождаются примечаниями, приведёнными в конце Таблицы. Например, из примечания 85 следует, что полосы радиочастот 66—74 МГц и 87,5—100 МГц в перспективе должны быть переведены в категорию «ГР».
Согласно международному Регламенту радиосвязи полоса частот от 68 до 87,5 МГц отведена для других радиослужб, но не для радиовещания, поэтому (примечание 89 Таблицы) использование полосы радиочастот 68—74 МГц «станциями радиовещательной службы на первичной основе в приграничных районах Российской Федерации возможно при условии получения согласия администраций связи заинтересованных соседних государств в соответствии с Регламентом радиосвязи».

### Каналы ТВ в полосе частот для ЧМ-вещания
В нижнюю часть полосы частот 87,5—108 МГц попадали 4-й и 5-й каналы аналогового телевещания России, поэтому радиовещательные станции по системе с пилот-тоном работали в основном в полосе частот 100—108 МГц. В некоторых случаях, при отсутствии помех от телевещания, выдавалось разрешение на работу станций в полосе частот 87,5—100 МГц. Проведённые эксперименты в этой полосе частот показали практическую возможность совместной работы радиовещательных станций и распределительных сетей кабельного телевидения, в частотном плане которых были задействованы 4-й и 5-й телевизионные каналы.
| Номер КТВ                                                              | Полоса частот КТВ, МГц | Несущая частота изображения, МГц | Несущая частота звука, МГц |
| ---------------------------------------------------------------------- | ---------------------- | -------------------------------- | -------------------------- |
| 1                                                                      | 48,5…56,5              | 49,75                            | 56,25                      |
| 2                                                                      | 58…66                  | 59,25                            | 65,75                      |
| Полоса частот 66—74 МГц для ЧМ-вещания                                 |                        |                                  |                            |
| 3                                                                      | 76…84                  | 77,25                            | 83,75                      |
| 4                                                                      | 84…92                  | 85,25                            | 91,75                      |
| Полоса частот 87,5—100 МГц для ЧМ-вещания на свободных от КТВ частотах |                        |                                  |                            |
| 5                                                                      | 92…100                 | 93,25                            | 99,75                      |
| Полоса частот 100—108 МГц для ЧМ-вещания                               |                        |                                  |                            |
| S1                                                                     | 110…118                | 111,25                           | 117,75                     |
| Кабельные каналы S2—S7 в таблице не показаны                           |                        |                                  |                            |
| S8                                                                     | 166…174                | 167,25                           | 173,75                     |
| 6                                                                      | 174…182                | 175,25                           | 181,75                     |
| Далее каналы в таблице не показаны                                     |                        |                                  |                            |

### ЧМ-вещание в кабельном телевидении
Радиосигналы ЧМ-вещания доходили до потребителя и по системам кабельного телевидения. В технических требованиях к распределительной сети кабельного телевидения указано:

6.4 Распределение радиосигналов ОВЧ ЧМ вещания должно быть обеспечено в полосах частот от 65,9 до 74 МГц и от 100 до 108 МГц.
Допускается распределение радиосигналов ОВЧ ЧМ вещания в полосе частот от 87,5 до 100 МГц в кабельных распределительных сетях, не использующих полосу частот четвертого и пятого телевизионных каналов для передачи радиосигналов вещательного телевидения.
Таблица распределения полос радиочастот между радиослужбами Российской Федерации (примечание 95) устанавливает приоритет радиоэлектронных средств при взаимном электромагнитном воздействии «в случае совместного использования кабельных распределительных сетей систем коллективного приёма телевидения, радиовещания и аппаратурой кабельного телевидения». То есть кабельная распределительная сеть должна строиться таким образом, чтобы не создавать радиопомех приёму эфирного сигнала ЧМ-вещания, при этом «не должны предъявляться претензии в отношении возможных радиопомех со стороны радиоэлектронных средств».

## Зона обслуживания
По сравнению с диапазонами ДВ, СВ и КВ зона обслуживания радиостанций в метровом диапазоне невелика и ограничена практически зоной прямой видимости (в радиусе примерно 70 км, в зависимости от высоты передающей и принимающей антенн). Расстояние до границы зоны обслуживания примерно такое же, как до оптического горизонта; далее напряжённость поля излучаемой волны уменьшается из-за эффекта близости земли. Реальная зона обслуживания зависит от ряда факторов, среди которых и технические характеристики радиоприёмника, и характер местности, и условия застройки в месте приёма.

## Альтернативы аналоговому ЧМ-вещанию
Вопрос замены аналогового эфирного радиовещания на цифровое радиовещание в тех же диапазонах частот может оставаться открытым ещё очень долго, каждая из предлагаемых технологий имеет свои преимущества и недостатки, и ни одна из них пока не способна побороть консерватизм широких слушательских масс. Основная проблема заключается в том, что требуется заменить весь парк радиоприёмников и вложить средства в новые радиопередатчики. Программа может стоить десятки-сотни миллионов долларов и займёт, предположительно, 15—20 лет. Существуют и проблемы местного характера. Например, есть мнение, что рост числа радиоканалов в России при переходе на цифровое радиовещание приведёт к упадку рынка радиовещания, так как «рекламных бюджетов на всех не хватит».

### В диапазоне 30—300 МГц
В середине 2000-х годов в России разрабатывалась концепция развития радиовещания на период 2006—2015 годов, в частности план модернизации радиовещательной сети в диапазоне ОВЧ (пункт 4.2.2). Отмечалось, что действующие в этом диапазоне ЧМ-радиопередатчики типа «Дождь-2», транслирующие государственные программы «Радио России», «Маяк» и «Юность», устарели морально и физически. В качестве необходимых мер предлагалось:
- провести замену устаревшего оборудования (в том числе антенно-фидерных устройств), работающего в полосе частот 66—74 МГц на современное;
- ускорить перевод технических средств в полосе частот 66—74 МГц из режима с полярной модуляцией в режим с пилот-тоном;
- расширить в России выпуск недорогих бытовых радиоприёмников, которые принимают сигнал стереовещания в полосах частот 66—74 МГц и 87,5—108 МГц.

В качестве альтернативы ЧМ-вещанию предлагалось рассмотреть систему цифрового звукового вещания T-DAB («T» означает «наземная»), обеспечивающую качество звучания, сравнимое с качеством CD. При этом отмечалось, что стоимость приёмного и передающего оборудования для системы DAB значительно превосходит стоимость оборудования ЧМ-вещания. Позднее государственной компанией РТРС был предложено использование стандарта DAB+. Стандарты DAB/DAB+ предназначены для вещания в полосе частот 174—230 МГц. Эта полоса частот в России на момент предложения была занята телевидением и должна была освободиться после отключения аналогового телевещания.
Также для диапазона ОВЧ (в полосе частот 30—174 МГц) предназначена новая редакция стандарта DRM — DRM+, которую разработал Европейский институт телекоммуникационных стандартов (ETSI). Есть решение ГКРЧ о выделении полосы радиочастот 148,5—283,5 кГц для создания на территории Российской Федерации сетей цифрового радиовещания на основе стандарта DRM+. С это же целью на очередном заседании ГКРЧ в сентябре 2018 года было поддержано решение о выделении полос частот 66—74 МГц и 87,5—108 МГц.
Для того, чтобы переход к цифровому радиовещанию был плавным и оказался менее затратным для населения, разработаны так называемые системы гибридного аналого-цифрового звукового вещания. В этих системах радиовещательный сигнал передаётся на одной несущей частоте одновременно и в аналоговом, и в цифровом форматах, что позволяет принимать аналоговый сигнал на обычный ЧМ-приёмник, а цифровой — на цифровую приставку или цифровой приёмник.

### В диапазонах до 30 МГц
Действующий на территории России парк радиовещательных передатчиков с амплитудной модуляцией в диапазонах низких частот (НЧ), средних частот (СЧ) и высоких частот (ВЧ) устарел морально и физически. Здесь также, как и в диапазоне ОВЧ, требуется комплексная модернизация оборудования с последующим переходом на технологии цифрового вещания стандарта DRM. Внедрение этой системы позволит эффективно использовать радиовещательные полосы частот и обеспечит качество радиовещания, близкое к качеству ЧМ-вещания (передаваемая полоса частот звукового сигнала 50—10 000 Гц).
Условия распространения радиоволн в диапазонах до 30 МГц позволят покрывать радиовещанием большие удалённые территории России с малой плотностью населения, где другие виды радиовещания, в частности ЧМ-вещание в диапазоне ОВЧ, развивать экономически нецелесообразно.

### В диапазоне 300—3000 МГц
Для покрытия радиовещанием больших удалённых территорий также может использоваться спутниковое непосредственное звуковое вещание (СНЗВ) в диапазоне УВЧ (300—3000 МГц), позволяющее принимать цифровой сигнал непосредственно на бытовые радиоприёмники с качеством звука, близким к CD.
Внедрение СНЗВ поднимет систему радиовещания на качественно новый уровень — три космических аппарата обеспечат доставку пакета радиовещательных программ практически в любую точку России, что позволит отказаться в перспективе от части высоко затратных мощных радиопередающих средств в диапазонах до 30 МГц.

### Практические шаги
11 января 2017 года Норвегия начала постепенное отключение FM-вещания и переход на цифровое радиовещание стандарта DAB. В декабре того же года Норвегия стала первым в мире государством, которое полностью отказалось от ЧМ-вещания.